# Eleccions generals de Zàmbia de 2021
Els Eleccions generals de Zàmbia de 2021 es van celebrar el 12 d'agost de 2021 a Zàmbia. Van ser unes eleccions per triar el president, l'Assemblea Nacional, els alcaldes, els presidents de consell i els consellers. Hakainde Hichilema del Partit Unit per al Desenvolupament Nacional va ser elegit president, posant fi al mandat d'Edgar Lungu del Front Patriòtic.
El 16 d'agost, Lungu va concedir en una declaració televisada, enviant una carta i felicitant a Hichilema.

## Context
Les eleccions generals del 2016 van ser guanyades per un estret marge en primera volta pel president Edgar Lungu, qui va arribar a la presidència el 2015 després de la mort per malaltia al càrrec de Michael Sata. Tot i això, les eleccions del 2015, organitzades amb anticipació, només es van enfocar en la continuació del mandat de cinc anys iniciat per Sata el 2011, a fi de mantenir un cicle d'eleccions presidencials i legislatives simultànies. Per tant, el president sortint completava el seu segon mandat el 2021. Tot i això, la constitució limita el nombre de mandats presidencials a dos, però una esmena a la constitució del 2016 especifica que un període presidencial només es considera complet després d'un mínim de tres anys al càrrec. Així, la legalitat de la candidatura de Lungu va ser confirmada pel Tribunal Constitucional el desembre del 2018, decisió reiterada el juny del 2021 després d'una apel·lació de l'oposició.

## Sistema electoral
El president és elegit mitjançant el sistema de dues voltes. Dels 167 membres de l'Assemblea Nacional, 156 són elegits pel sistema de primers llocs en districtes electorals d'un sol membre, mentre que vuit membres són elegits pel president, que juntament amb el vicepresident i un segon vicepresident actuen com a membres ex officio. L'edat per votar és de 18 anys, mentre que els candidats a l'Assemblea Nacional han de tenir almenys 21 anys.

## Campanya
El 15 de maig de 2021, el president de la Comissió Electoral de Zàmbia, Esau Chulu, va anunciar l'inici de la campanya electoral. No obstant això, es va recomanar als polítics que minimitzessin les grans concentracions de multituds durant les reunions de campanya a causa de la pandèmia de COVID-19. Uns dies abans, el 12 de maig, el president va decidir dissoldre l'Assemblea Nacional per proporcionar igualtat de condicions a la campanya.
El 3 de juny, a causa de l'augment de casos de COVID 19, la Comissió Electoral va suspendre els mítings de campanya per evitar grans multituds. El 15 de juny, la Comissió Electoral va prohibir al Front Patriòtic i al Partit Unit per al Desenvolupament Nacional fer campanya a Lusaka, Mpulungu, Namwala i Nakonde a causa de constants casos de violència política. La Comissió també va prohibir les rutes de campanya a tot el país per frenar la transmissió de COVID-19.
El 28 de juliol, el secretari general de la UPND, Batuke Imenda, va emetre un comunicat en què indicava que el partit estava decebut amb l'ús de les institucions governamentals per part del president Lungu per impedir que el candidat presidencial Hakainde Hichilema fes campanya.

## Resultats
El 16 d'agost Hakainde Hichilema va ser declarat president electe de Zàmbia. En el moment de l'anunci, s'havien comptabilitzat 155 de les 156 circumscripcions de Zàmbia, i només la circumscripció de Mandevu encara s'havia de declarar. Com que els vots d'aquella circumscripció eren insuficients per afectar el resultat, la comissió electoral va anunciar la victòria d'Hichilema. Edgar Lungu va reconèixer la derrota poc després de l'anunci.

### Presidència
| Candidats               | Candidats               | Partit                                        | Vots      | %      |
| ----------------------- | ----------------------- | --------------------------------------------- | --------- | ------ |
|                         | Hakainde Hichilema      | Partit Unit per al Desenvolupament Nacional   | 2.852.348 | 59,02  |
|                         | Edgar Lungu             | Front Patriòtic                               | 1.870.780 | 38,71  |
|                         | Harry Kalaba            | Partit Democràtic                             | 25.231    | 0,52   |
|                         | Andyford Banda          | Aliança Popular pel Canvi                     | 19.937    | 0,41   |
|                         | Fred M'membe            | Partit Socialista                             | 16.644    | 0,34   |
|                         | Highvie Hamududu        | Partit de la Unitat Nacional i Progrés        | 10.480    | 0,22   |
|                         | Chishala Kateka         | Partit del Patrimoni de Zambia                | 8.169     | 0,17   |
|                         | Charles Chanda          | Zàmbia Unida, Pròspera i Pacífica             | 6.543     | 0,14   |
|                         | Lazarus Chisela         | Zambians Units pel Desenvolupament Sostenible | 5.253     | 0,11   |
|                         | Nevers Mumba            | Moviment per una Democràcia Multipartidària   | 4.968     | 0,10   |
|                         | Enock Tonga             | 3r Movimient de Liberació                     | 3.112     | 0,06   |
|                         | Trevor Mwamba           | Partit Unit de la Independència Nacional      | 3.036     | 0,06   |
|                         | Sean Tembo              | Patriotes pel Progrés Econòmic                | 1.813     | 0,04   |
|                         | Stephen Nyirenda        | Partit Restauració Nacional                   | 1.808     | 0,04   |
|                         | Kasonde Mwenda          | Lluitadors per la Llibertat Econòmica         | 1.345     | 0,03   |
|                         | Richard Silumbe         | Moviment del Liderat                          | 1.296     | 0,03   |
|                         |                         |                                               |           |        |
| Vots vàlids             | Vots vàlids             | Vots vàlids                                   | 4.832.763 | 97,45  |
| Vots nuls/en blanc      | Vots nuls/en blanc      | Vots nuls/en blanc                            | 126.569   | 2,55   |
| Total                   | Total                   | Total                                         | 4.959.332 | 100,00 |
| Registrats/Participació | Registrats/Participació | Registrats/Participació                       | 7.023.499 | 70,61  |

### Assemble Nacional
Les eleccions a la circumscripció de Kaumbwe no van tenir lloc el 12 d'agost a causa de la mort del candidat de l'UPND i es van ajornar fins al 21 d'octubre de 2021.
| centr                   |                                               |           |        |         |        |
| Partit                  | Partit                                        | Vots      | %      | Escaños | +/-    |
|                         | Partit Unit pel Desenvolupament Nacional      | 2,227,207 | 46.28  | 82      | +24    |
|                         | Front Patriòtic                               | 1,716,085 | 35.66  | 59      | -21    |
|                         | Candidats independents                        | 689,781   | 14.33  | 13      | -1     |
|                         | Partit Socialista                             | 59,490    | 1.24   | 0       | Nou    |
|                         | Partit Democràtic                             | 50,369    | 1.05   | 0       | -      |
|                         | Aliança Popular pel Canvi                     | 20,227    | 0.42   | 0       | -      |
|                         | Partit d'Unitat Nacional i Progrés            | 13,058    | 0.27   | 1       | +1     |
|                         | Partit Unit de la Independència Nacional      | 12,742    | 0.26   | 0       | -      |
|                         | Fòrum per la Democràcia i el Desenvolupament  | 4,006     | 0.08   | 0       | -1     |
|                         | Congrés Nacional Demòcrata                    | 3,807     | 0.08   | 0       | Nou    |
|                         | Moviment per una Democràcia Multipartidària   | 3,665     | 0.08   | 0       | -3     |
|                         | Moviment de Lideratge                         | 3,585     | 0.07   | 0       | Nou    |
|                         | Partit Demòcrata Cristià                      | 3,471     | 0.07   | 0       | Nou    |
|                         | Partit del Patrimoni de Zàmbia                | 1,762     | 0.04   | 0       | -      |
|                         | Partit Daurat Zàmbia                          | 858       | 0.02   | 0       | Nou    |
|                         | Partit Restauració Nacional                   | 664       | 0.01   | 0       | -      |
|                         | Zambians Units pel Desenvolupament Sostenible | 554       | 0.01   | 0       | Nou    |
|                         | Partit Verd de Zàmbia                         | 499       | 0.01   | 0       | -      |
|                         | Zàmbia Unida, Pròspera i Pacífica             | 309       | 0.01   | 0       | Nou    |
|                         | Moviment pel Canvi Democràtic                 | 306       | 0.01   | 0       | Nou    |
|                         | Patriotes pel Progrés Econòmic                | 232       | 0.00   | 0       | Nou    |
|                         | Lluitadors per la Llibertat Econòmica         | 104       | 0.00   | 0       | -      |
|                         | Vacants                                       |           |        | 1       | -      |
|                         | Anomenats pel president                       |           |        | 11      | -      |
|                         |                                               |           |        |         |        |
| Vots vàlids             | Vots vàlids                                   | 4.832.763 | 97,45  |         |        |
| Vots nuls/en blanc      | Vots nuls/en blanc                            | 126.569   | 2,55   |         |        |
| Total                   | Total                                         | 4.959.332 | 100,00 | 167     | 0      |
| Registrats/Participació | Registrats/Participació                       | 7.023.499 | 70,61  | +14,58  | +14,58 |